# Triphosa ochricostata
Triphosa ochricostata là một loài bướm đêm trong họ Geometridae.